# Копидло
Копидло (пол. Kopydło) — річка в Польщі, у Цешинському повіті Сілезького воєводства. Ліва притока Вісли, (басейн Балтійського моря).

## Опис
Довжина річки приблизно 7,63 км, найкоротша відстань між витоком і гирлом — 6,17 км, коефіцієнт звивистості річки — 1,24 . Формується притоками та багатьма безіменними струмками.

## Розташування
Бере початок на південній стороні від села Стожек. Тече переважно на північний схід і у центрі міста Вісла впадає у річку Віслу.

## Притоки
- Лабаїв (ліва), Глебічек (права).

## Цікавий факт
- Річка протікає у Сілезьких Бескидах.[2]
- На лівому березі річки розташована зона відпочинку (паркінг).

## Галерея

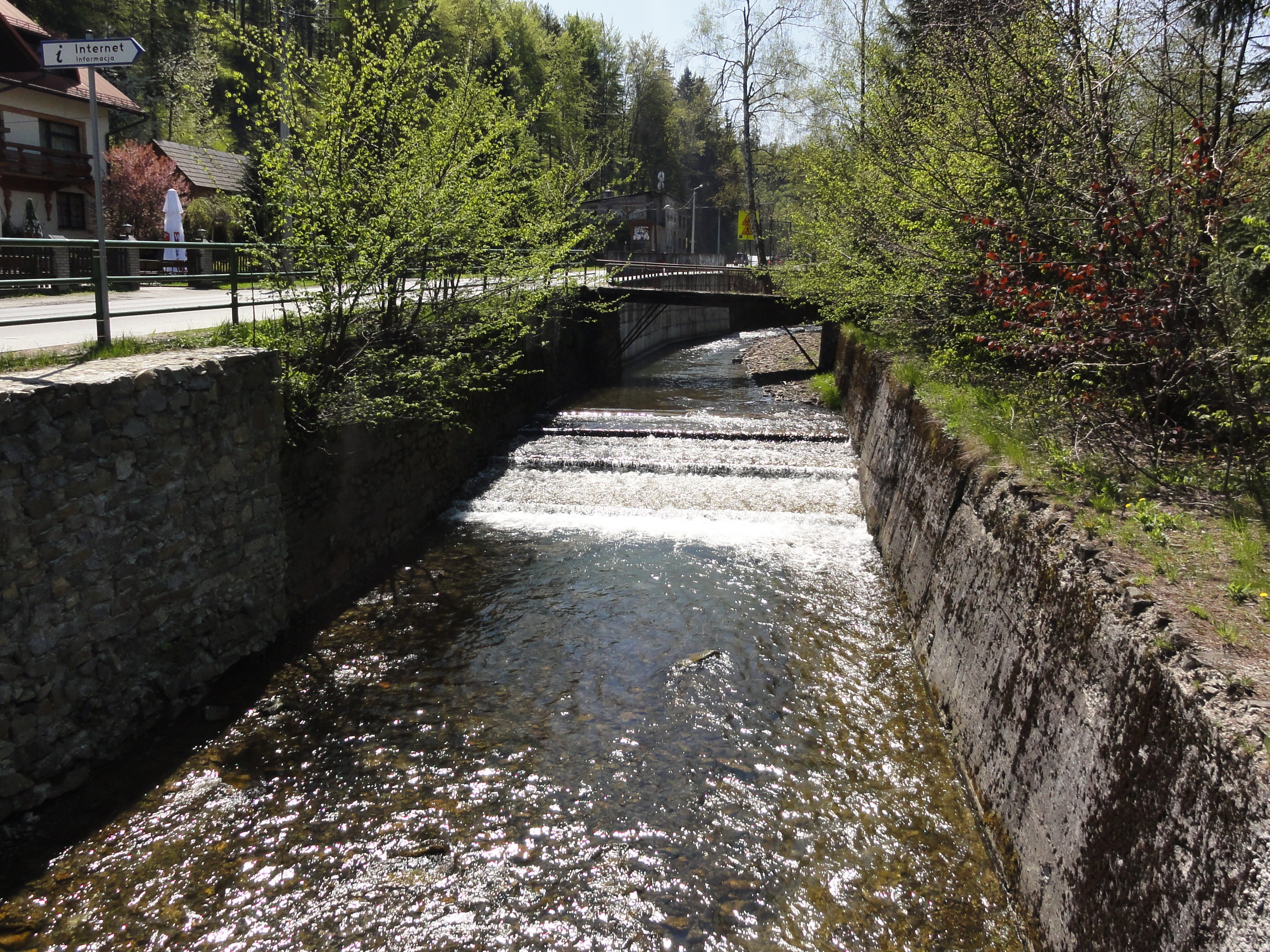
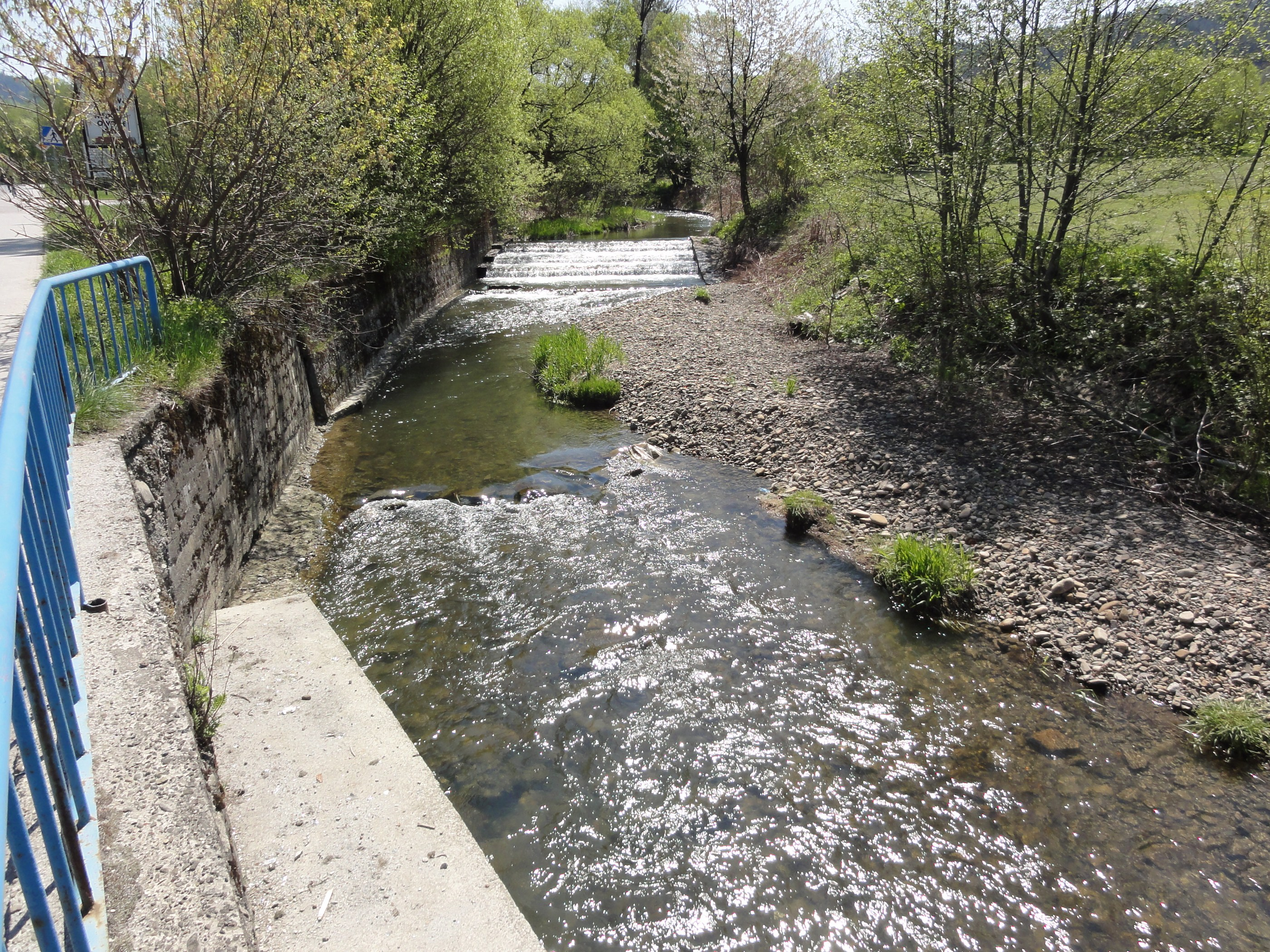